# 切頂十二・十二面体
切頂十二・十二面体（せっちょうじゅうに・じゅうにめんたい、Truncated dodecadodecahedron）とは、一様多面体の一種で、十二・十二面体の頂点を特殊な形で切り落としたものである。

## 性質
- 構成面: 正方形30枚、正十角形12枚、正10/3角形12枚
- 辺: 180
- 頂点: 120
- 頂点形状: 4, 10/9, 10/3
- シュレーフリ記号: tr{5/3,5}
- ワイソフ記号: 2 5 5/3 |
- 枠: 面が正確な正多角形ではない斜方切頂二十・十二面体
- 双対: 中二重二方三十面体（英語版）